# 1001Nights
「1001Nights」（ワン サウザンド アンド ワン ナイツ）は、BENNIE Kの12枚目のシングル。発売元はフォーライフミュージックエンタテイメント。

## 解説
2007年3月7日発売の12枚目のシングル。前作「Joy Trip」に続く「BENNIE K流音楽の旅」第2弾としてリリース。YUKIのボーカルには「旅の途中で感じた様々なメッセージ」が、CICOのラップにはアラビア語の説話集『千夜一夜物語』が織り交ぜられている。なお「1001Nights」の直訳が「千夜一夜」である。歌詞には初めて中国語を使用している。
DVD付きのバージョンも発売され、「Joy Trip」と「1001Nights」のミュージック・ビデオが収録される。「Sky」の際と異なりメイキング映像は収録されていない。タイトル曲のミュージック・ビデオはCDシングル音源より20秒ほどイントロが長い。

## 収録曲
「1001Nights」と「echo」は後にアルバム『THE WORLD』に収録された。
1. 1001Nights
  - 作詞：BENNIE K／作曲：BENNIE K、Mine-Chang／編曲：Mine-Chang
  - ラジオでは2007年2月6日のROCK KIDS 802（FM802）よりオンエアが解禁。『THE WORLD』に収録された際にはミュージック・ビデオとほぼ同様の音源となった。
2. echo
  - 作詞：BENNIE K／作曲：BENNIE K、Mine-Chang／編曲：Mine-Chang
3. UNITY〜Episode 1〜
  - 作詞：BENNIE K、Unity a.a.s.／作曲：BENNIE K、Mine-Chang／編曲：HAMMER
  - シングル「Dreamland」のカップリング「UNITY」のリアレンジバージョン。